# Соекюла
Со́екюла (ест. Soeküla küla) — село в Естонії, у волості Тарту повіту Тартумаа.

## Населення
Чисельність населення на 31 грудня 2011 року становила 37 осіб.